# Іон-Крянге (комуна)
Іон-Крянге (рум. Ion Creangă) — комуна у повіті Нямц в Румунії. До складу комуни входять такі села (дані про населення за 2002 рік):
- Ізвору (423 особи)
- Іон-Крянге (2523 особи) — адміністративний центр комуни
- Аверешть (1042 особи)
- Мунчелу (75 осіб)
- Реча (753 особи)
- Стежару (869 осіб)

Комуна розташована на відстані 279 км на північ від Бухареста, 47 км на схід від П'ятра-Нямца, 55 км на південний захід від Ясс.

## Населення
За даними перепису населення 2002 року у комуні проживали 5685 осіб.
Національний склад населення комуни:
| Національність | Кількість осіб | Відсоток |
| -------------- | -------------- | -------- |
| румуни         | 5683           | > 99,9%  |
| угорці         | 1              | < 0,1%   |
| турки          | 1              | < 0,1%   |

Рідною мовою назвали:
| Мова      | Кількість осіб | Відсоток |
| --------- | -------------- | -------- |
| румунська | 5684           | > 99,9%  |
| турецька  | 1              | < 0,1%   |

Склад населення комуни за віросповіданням:
| Релігія       | Кількість осіб | Відсоток |
| ------------- | -------------- | -------- |
| православні   | 5544           | 97,5%    |
| римо-католики | 115            | 2,0%     |
| п'ятдесятники | 23             | 0,4%     |
| адвентисти    | 1              | < 0,1%   |
| бретрени      | 1              | < 0,1%   |